# Intergalactic Lovers
Intergalactic Lovers est un groupe Belge de Rock indépendant composé de Lara Chedraoui, Brendan Corbey, Maarten de Huygens et Raf De Mey.

## Biographie
Intergalactic Lovers est fondé à l'été 2008. Quelques-uns de ses membres participe au concours Humo Rock Rally 2008 sous le nom de Free Zamunda ! sans succès. Par la suite, le groupe se reforme et l'actuel nom est adopté.
En 2009, Intergalactic Lovers remporte le Oost-Vlaamse Rockconcours et Rock Rallye De Beloften. Par la suite, leur premier single à succès, Fade Away, est ajouté aux Listes de lecture des radios Studio Brussel et Radio 1. Intergalactic Lovers sort ensuite Delay, qui est choisi comme Hotshot par Studio Brussel. La chanson atteint également la première place du classement musical belge : De Afrekening.
Le 25 mars 2011, le groupe sort son premier album, intitulé Greetings & Salutations. L'album produit aux frais du groupe reçoit de nombreuses critiques positives dans HUMO et De Standaard.
En 2014, le groupe reçoit un Music Industry Awards dans les catégories : meilleur groupe, meilleur album et meilleur groupe de musique alternative
Leur deuxième album Little Heavy Burdens sort le 14 février 2014 sur le label Warner Music (Benelux) et sur le label indépendant allemand Grand Hotel van Cleef. Après la sortie de l'album, le groupe commence les tournées de manière intensive, en jouant dans des salles & festivals de musique en Belgique, aux Pays-Bas, Allemagne, France, Autriche, Suisse, Danemark, République Tchèque, Japon et en Russie.
Leur style musical est comparé à Feist, PJ Harvey et Yeah Yeah Yeahs.
En 2017 le groupe sort son troisième album : Exhale sur le label Unday Records.

## Membres
- Lara Chedraoui (chant)
- Brendan Corbey (batterie)
- Maarten Huygens (guitare)
- Raf De Mey (guitare basse)
- Philipp Weies (guitare)

## Discographie

### Albums
- 2011 : Greetings & Salutations
- 2014 : Little Heavy Burdens
- 2017 : Exhale
- 2022 : Liquid Love

### Ep
- 2022 : Lost

### Singles
- 2011 : Delay
- 2011 : Shewolf
- 2011 : Howl
- 2012 : Feel for you
- 2014 : Islands
- 2014 : Northern Rd.
- 2014 : No Regrets
- 2021 : Bobbi
- 2021 : Crushing

## Télévision
La musique de Intergalactic Lovers est reprise dans plusieurs séries : 
- 2011 : Code 37 - chanson Delay.
- 2014 : The Team - chanson Northern Rd (générique d'ouverture).